# Mary Midgley
Mary Beatrice Midgley (Londen, 13 september 1919 – 10 oktober 2018) was een Britse filosofe, die een breed scala aan onderwerpen behandelde, zoals de evolutie van de mens, dierenrechten, de rol van de wetenschap en het feminisme. De New York Times noemde haar in het in memoriam een van de vooraanstaande moraalfilosofen van de 20ste eeuw die bekend is vanwege haar volhardende en soms humoristische kritiek op bepaalde eenzijdige vormen van wetenschapsbeoefening.

## Biografie
Midgley werd geboren in Londen, als dochter van Lesley en Tom Scrutton. Haar vader was kapelaan, eerst in Cambridge en later pastoor in Greenford. Midgley beschrijft haar vader als een overtuigd pacifist, omdat hij tijdens de Eerste Wereldoorlog mensen te vaak had moeten uitleggen waarom ze dood gingen.
Op 12-jarige leeftijd werd Mary geplaatst op een kostschool, het Downe House, en in 1938 ging ze aan Somerville College (Universiteit van Oxford) filosofie studeren. Ze raakte bevriend met studiegenoten zoals Iris Murdoch, Elizabeth Anscombe en Philippa Foot, die later ook beroemde moraalfilosofen zouden worden. Samen vormden ze een van de meest bekende school van vrouwelijke filosofen. Hun hele leven bleven ze bevriend en lazen ze elkaars werk. Volgens Midgley maakte de quasi-afwezigheid van mannen in Oxford (ten gevolge van de dienstplicht) de golden age of female philosophy mogelijk.
De andere filosofes vonden Midgley een vreemde eend in de bijt. Zoals Philippa Foot het verwoordde: ‘Wij waren net als zij erg bezorgd over Moedertje Aarde, alleen dachten we er niet zoveel over na.’
Tijdens de Tweede Wereldoorlog dienden de mannen aan het front. Vrouwen moesten hun taken in Engeland zoveel mogelijk overnemen. Daarom verliet Midgley Oxford in 1942 en werkte als onderwijzeres.
In 1947 keerde ze terug naar Oxford en trad in het huwelijk met Geoffrey Midgley. Het jonge paar verhuisde in 1950 naar Newcastle, waar ze drie kinderen kregen. Van 1962 tot 1980 vervulde ze de functie van universitair hoofddocent filosofie aan de Universiteit van Newcastle.
Daarnaast verdiepte ze zich in de studie ethologie, met als resultaat de publicatie van haar eerste boek Beast and man: the roots of human nature in 1978. Zij was toen al bijna zestig. Ze verklaarde: "De midlife-crisis ligt inmiddels achter me en ik realiseer me dat ik op een keer dood ga, dus wat is erop tegen om mijn gedachten aan de buitenwereld prijs te geven?"

## De rol van de filosoof
Mary Midgley behoorde niet tot een bepaalde filosofische school. Moraalfilosofie kwam voor haar vaak neer op het gebruik van het gezonde verstand. In haar boek Science And Poetry schrijft ze:
Iedere vorm van filosofie moet een duidelijk ideaal zowel met betrekking tot het leven als de denkwereld verwoorden, want het één kun je niet van het ander scheiden. Wanneer hedendaagse filosofen dat niet (kunnen) doen, dan maken zij een fout. Academische gezichtsbeperking is een manier van denken die even veel of even weinig waard is als wat dan ook.
Als filosoof probeerde ze extremen in het denken te verenigen en met elkaar te verzoenen. Grijstinten aan te brengen in de gepolariseerde wereld van de zwart-wit ideeën. (Citaat uit Wisdom, Information and Wonder. (1999))
Naar aanleiding van haar overlijden schreef filosofe Marjan Slob in de Volkskrant lovend over Mary Midgley. Ze omschreef haar als iemand die je aanzette om je eigen positie als mens te bepalen. Je eigen aannames goed tegen het licht te houden.
Midgley vergeleek haar vakgebied filosofie met het werk van een loodgieter. Hij ruikt vreemde geurtjes, gaat vervolgens op onderzoek en haalt alles uit elkaar om de oorzaak van het probleem te vinden. De filosoof dient na te denken over de meest gewone dingen en wanneer iets verkeerd gaat een oplossing aan te dragen.
Ze was ervan overtuigd dat filosofie ertoe doet, in tegenstelling tot de mensen die beweren dat het slechts een garnering is bij de harde feiten, zoals een tulpenbed bij een kerncentrale.

## Overeenkomsten mens en dier
Terwijl eerdere filosofen zich geconcentreerd hadden op het verschil tussen mens en dier, zocht Midgley naar de overeenkomsten en toonde aan hoezeer we op de dieren lijken. Ze komt tot de conclusie dat de menselijke natuur een voortzetting is van het dier in onszelf.
In Animals and Why They Matter (2008) noteert Midgley:
Dieren zijn net als de mens delen van het universum en ze hebben evenveel recht op hun deel van onze planeet. Ze zijn er niet louter ten dienste van ons. Ze behoren tot dezelfde groep als wij zelf. Wij vormen een kleine minderheid in vergelijking met hen. Het lijkt me redelijk dat we hen serieus nemen.
Voor Midgley waren rechten voor dieren een verwaarloosd onderwerp. In tegenstelling tot Descartes vond ze niet dat dieren geen ziel hebben en meer op een machine lijken. Maar evenmin deelde ze het standpunt van dierenactivisten dat dieren net zoveel rechten als mensen hebben.
Voor The New Statesman schreef ze diverse artikelen, onder meer over de vraag of dieren kunnen denken, een eerbetoon aan James Lovelock (de bedenker van de Gaia-hypothese) en een verhandeling over de oorsprong van de mens. Steeds met de bedoeling om wetenschappelijke inzichten tegen het licht te houden en zo nodig om de nieuwe kleren van de keizer uit te trekken.

## De menselijke natuur
Midgley verbaasde zich over andere wetenschappers, die zich niet interesseerden voor de menselijke natuur.
Richard Dawkins en entomoloog Edward Wilson noemde zij academische imperialisten, omdat zij hun wetenschappelijke bevindingen ook toepasten op de sociale wetenschappen en de geesteswetenschappen.
Dawkins beroemde boek The Selfish Gene beschrijft de evolutie als een product van de aangeboren drang van genen om zichzelf te vernieuwen en dat het gedrag van levende wezens in dienst staat van hun genen.
Midgley veroordeelde deze manier van denken, omdat deze uitsluitend negatief kan worden uitgelegd. Alsof de mens alleen maar uit is op het eigen gewin ten koste van de mede aardbewoners en daardoor de basis voor al het leven ondermijnt.
Net zo goed als het woord wit niet zou bestaan, wanneer alles wit was, schrijft ze, zo zou egoïsme niet het enige motief van het menselijk bestaan kunnen zijn. In plaats van reductionistische blik op de wereld bepleitte zij een meer holistische benadering van de werkelijkheid.
Midgley wordt geroemd om haar denkwerk ten aanzien van vragen omtrent het Zelf. In haar werk refereert Midgley regelmatig aan de vervreemding die ontstaan door de kunstmatige scheiding van lichaam en geest. Daardoor is, volgens haar, het idee van ons zelf ontstaan als onthechte waarnemers, gescheiden van de fysieke wereld en daardoor van de ander. Een soort van levenloos mechanisme zijn we geworden sinds de opkomst van de moderne wetenschap, constateert ze in Are You an Illusion, gepubliceerd in 2014.
Het boek benadrukt het belang van onze eigen gedachten, gevoelens en ervaringen om de wereld nader te verklaren.

## Religie
Haar houding tegenover het christendom was ambivalent. Hoewel ze godsdienstig was opgevoed, raakte het geloof haar niet in haar diepste wezen. Volgens haar was het onmogelijk dat een goed opgeleid persoon zich kon herkennen in een aantal doctrines van deze godsdienst. Tegelijkertijd was ze ervan overtuigd dat je het fenomeen religie niet zo maar terzijde kan schuiven. Alsof deze alleen maar zou bestaan op grond van "redeloze angst, slechte kosmologie en menselijke barmhartigheid."
Godsdienst als zodanig dient, volgens haar, wel een doel omdat het structuur geeft om te geloven. Mensen hebben, zegt ze, behoefte aan ceremonies en rites om waarde en betekenis aan het leven te geven. Wanneer deze innerlijke drijfveren geen bedding kunnen vinden dan vreest zij voor verval. Ook het bidden zelf is van groot belang, betoogde Midgley, omdat in de loop van de geschiedenis mensen de meest verbazingwekkende daden hebben verricht door hun geloof in de voorzienigheid of door het uitspreken van een gebed.
Aan The Guardian vertelde ze in 2001, dat ze dacht dat er een moment zou komen dat ze niets meer te zeggen zou hebben, maar steeds kwam ze weer een prettige, maar idiote doctrine tegen, waarvan ze het niet kon nalaten om deze te weerspreken.

Midgley stierf, 99 jaar oud, op 10 oktober 2018, drie weken nadat haar laatste boek What is Philosophy For? was uitgekomen.

## Boeken
- Beast And Man (1978)
- Heart And Mind (1981)
- Animals And Why They Matter (1983)
- Wickedness (1984)
- Evolution As A Religion (1985)
- Science And Salvation (1992)
- The Ethical Primate (1994)
- Science And Poetry (2001)
- The Owl of Minerva (autobiografie), (2005)
- What is Philosophy For ? (2018)

- Bibsys: 90232595
- Biblioteca Nacional de España: XX1097386
- Bibliothèque nationale de France: cb120383464 (data)
- Catàleg d'autoritats de noms i títols de Catalunya: 981058527790506706
- CiNii: DA01631798
- Gemeinsame Normdatei: 130646105
- International Standard Name Identifier: 0000 0001 0914 8632
- Library of Congress Control Number: n78033904
- Nationale Bibliotheek van Letland: 000005020
- Bibliotheek van het Japanse parlement: 00471619
- Nationale Bibliotheek van Tsjechië: ola2007419114
- Nationale bibliotheek van Australië: 35828854
- Nationale Bibliotheek van Israël: 987007265455905171
- Nederlandse Thesaurus van Auteursnamen: 069210357
- Istituto Centrale per il Catalogo Unico: LO1V001765
- LIBRIS: 169480
- Système universitaire de documentation: 028575148
- Trove: 1106336
- Virtual International Authority File: 72505526
- WorldCat: E39PBJkMKrWYwCbGyDtRXJYQMP